# Delia Sheppard
Delia Sheppard est une actrice danoise, née le 29 juillet 1960 à Copenhague, Danemark.

## Biographie
Elle a commencé une carrière de mannequin, en plus de travailler comme danseuse, notamment au Lido à Paris, et à Las Vegas.
Elle a véritablement démarré comme actrice à partir des années 1980, apparaissant notamment dans Rocky 5, ainsi que dans la comédie d'horreur Sexbomb, aux côtés de Linnea Quigley.
Elle a figuré en couverture du magazine Penthouse en avril 1988.

## Filmographie

### Cinéma
- 1974 : The Spots on my Leopard : Lulu
- 1989 : Witchcraft II: The Temptress : Dolores
- 1989 : Sexbomb : Candy Faraday
- 1989 : Né un 4 juillet (non-créditée)
- 1989 : Homeboyz II: Crack City : Dominatrix
- 1990 : Ford Fairlane: Rock'n Roll Detective : Pussycat
- 1990 : Haunting Fear : Lisa
- 1990 : Rocky 5 : Karen
- 1990 : Killing American Style (non-créditée)
- 1991 : Gypsy
- 1992 : Young Rebels
- 1992 : Mirror Images : Kaitlin Blair / Shauna Jameson
- 1992 : Les Racines du mal (Roots of Evil) : Monica
- 1992 : Dead Boyz Can't Fly : Angie
- 1992 : Secret Games : Celeste
- 1992 : Night Rythms : Bridget
- 1992 : Animal Instincts : Ingrid
- 1993 : Sins of Desire : Jessica Callister
- 1994 : Point of Seduction III: Body Chemistry : Wilhemina
- 1994 : The Dragon Gate
- 1999 : L'Enfer du dimanche : Fille de la fête
- 2007 : Lucky You : La chanteuse
- 2008 : Yonkers Joe : Barfly
- 2008 : Jackpot
- 2009 : Vampires in Vegas : Dr VanHelm
- 2009 : La Montagne ensorcelée
- 2013 : Insaisissables : Agent du FBI
- 2015 : Paul Blart: Mall Cop 2
- 2015 : The Big Short: Le casse du siècle
- 2018 : Le Dog Show : Socialite Faye[3]

### Télévision
- 1991 : Tribunal de nuit (série TV) (1 épisode) : Monique
- 1994 : Bienvenue en Alaska (série TV) (1 épisode) : Shoe Customer
- 2007 : Larry the Cable Guy's Christmas Spectacular (Téléfilm)
- 2007 : The Da Vinci Coed (Téléfilm) : Madame Kleevage
- 2010 : Dinocroc vs. Supergator (Téléfilm) : Kimberly Taft